# Johann Jakob Bodmer
Johann Jakob Bodmer (født 19. juli 1698 i Greifensee ved Zürich, død 2. januar 1783) var en schweizisk digter.
Bodmer, som var præstesøn, begyndte at studere teologi, var en tid ved handelen, men fik 1725 ansættelse som docent i helvetisk historie ved Universitetet i Zürich og blev senere medlem af det store råd. Betydning for tysk digtning fik han ved sin oversættelse af Miltons Tabte Paradis (1732), og da Klopstock udsendte de første sange af Messiaden, vandt han en trofast og begejstret tilhænger i Bodmer, der så Miltons arvtager i ham.
Selv forsøgte han sig som digter, udgav episke digtninge som Noah (1750) og Die Sündflut (1755) og dramaer om Marcus Brutus (1768) og Wilhelm Tell (1775). Dette er blevet set som efterklangpoesi og udramatisk retorik. Mere betydning fik hans kritiske skrifter og hans udgaver af ældre schwabisk digtning og minnesangernes poesi.
Tiden løb imidlertid fra ham. Han forstod lige så lidt Lessing som den øvrige nye litteratur, blev heftig og ubillig i sin polemik og tilbragte sin alderdom med at oversætte Homer uden at have blik for det opsving, den tyske digtning netop i disse år tog ved Goethes fremtræden og begyndende manddomsgerning.